# Seal Nunataks
Seal Nunataks – grupa 16 nunataków na Lodowcu Szelfowym Larsena na Ziemi Grahama na wschód od Nordenskjöld Coast na Półwyspie Antarktycznym.

## Geografia
Seal Nunataks leżą na wschód od Cape Fairweather na Nordenskjöld Coast w północnej części Półwyspu Antarktycznego . Stanowią łańcuch 16 nunataków rozciągający się z zachodu na północny zachód  na Lodowcu Szelfowym Larsena na Ziemi Grahama. 
Nunataki znajdują się w części lodowca Larsen B, ze wschodu na zachód są to : Christensen Nunatak, Oceana Nunatak, Wyspa Robertsona, Pollux Nunatak, Castor Nunatak, Larsen Nunatak, Murdoch Nunatak, Nunatak Arctowskiego, Hertha Nunatak, Gray Nunatak, Donald Nunatak, Åkerlundh Nunatak, Bruce Nunatak, Dallman Nunatak, Evensen Nunatak i Bull Nunatak. Lód w tej części jest najcieńszy na całym Lodowcu Szelfowym Larsena i ma 160 m grubości. Najwyższym nunatakiem jest Murdoch Nunatak wznoszący się na wysokość 368 m n.p.m.
Seal Nunataks to stożki żużlowe, pozostałości dawnego wulkanu tarczowego. Większość większych nunataków uważana jest za osobne szczeliny wulkaniczne . W przypadku kilku z nich zaobserwowano aktywność fumaroliczną, m.in. Christensen Nunatak (1893), Murdoch Nunatak i Dallman Nunatak (1982). Świeży materiał piroklastyczny i strumienie lawy zostały zaobserwowane na Dallman Nunatak w 1983 roku . 
Na Larsen Nunatak znajduje się argentyńska letnia stacja polarna – Matienzo. 

## Historia
Nunataki zostały odkryte przez norweską ekspedycję wielorybniczą pod dowództwem Carla Antona Larsena (1860–1924) w grudniu 1893 roku . Wyprawa nazwała je  Seal Islands i nadała nazwy także poszczególnym nunatakom . Larsen pobieżnie zmapował teren  i wziął Seal Islands za dwa czynne wulkany.
W październiku 1902 roku nunataki zostały zbadane przez Szwedzką Wyprawę Antarktyczną, która stwierdziła, że są to nunataki, a nie wyspy . W 1947 roku teren zbadała Falkland Islands Dependencies Survey (FIDS) . 